# Lago Oster
El lago Oster (en alemán: Osterseen) es en realidad un grupo de lagos situados en la región administrativa de Alta Baviera, en el estado de Baviera (Alemania), a una elevación de 588 metros; tienen un área total de 223 hectáreas. 